# قضية العروس الفضولية
قضية العروس الفضولية هو فيلم غموض أمريكي عام 1935، وهو الثاني في سلسلة من أربعة أفلام من بطولة وارن ويليام في دور بيري ماسون، بعد فيلم The Case of the Howling Dog. استند السيناريو إلى رواية عام 1934 التي تحمل الاسم نفسه للكاتب إرل ستانلي غاردنر، والتي نشرها ويليام مورو وشركاؤه، والتي أثبتت أنها واحدة من أكثر روايات بيري ماسون شهرة.

يمثل الفيلم أول ظهور لـ إيرول فلين في فيلم هوليوودي. يظهر مرتين، كجثة وفي الفلاش باك قرب النهاية.

## القصة
تعلم رودا مونتاين أن زوجها الأول، جريجوري موكسلي، لا يزال على قيد الحياة، مما يجعل الأمور محرجة بالنسبة لها، حيث تزوجت من كارل، ابن الثري فيليب مونتاين. تلجأ إلى بيري ماسون طلباً للمساعدة، لكن عندما يذهب لرؤية موكسلي، يجد جثته فقط. يتم القبض على رودا بتهمة القتل.

## طاقم التمثيل
- وارن ويليام بدور بيري ماسون
- مارجريت ليندسي بدور رودا مونتاين
- دونالد وودز في دور كارل مونتاين
- كلير دود في دور ديلا ستريت، سكرتيرة ميسون
- ألين جنكينز في دور سبودسي درايك ، مساعد ميسون
- فيليب ريد في دور الدكتور كلود ميلبيك
- بارتون مكلاين في دور رئيس المباحث جو لوكاس
- ويني شو بدور دوريس بندر
- وارن هيمر في دور أوسكار بندر
- أولين هولاند في دور الطبيب الشرعي ويلبر سترونج
- تشارلز ريتشمان في دور سي فيليب مونتاين
- توماس إي جاكسون في دور توتس هوارد
- روبرت جليكلر في دور المخبر بيرد
- جيمس دونلان في دور المحقق فريتز
- إيرول فلين في أول ظهور له على الشاشة الأمريكية، مثل جريجوري موكسلي
- مايو ميثوت في دور فلورابيل لوسون
- جورج هامبرت في دور لويجي
- هنري كولكر في دور المدعي العام ستايسي

## الإنتاج
أعلنت شركة Warner Bros أنها اشترت حقوق الفيلم في مايو 1934. وفي نفس الشهر أعلنت أنها اشترت حقوق الفيلم لـ Captain Blood، والذي يلعب دور البطولة إيرول فلين. اشترت شركة Warners في وقت سابق حقوق فيلم Gardner's Case of the Howling Dog وأعلنوا أنهم سيصنعون الفيلمين مع وارن ويليام بدور بيري ماسون، مع خطط لأربعة أفلام إضافية. تم الإعلان في الأصل عن آلان كروسلاند كمدير لكن الوظيفة ذهبت في النهاية إلى مايكل كورتيز.
بدأ تصوير الفيلم في أوائل عام 1935. تم التوقيع في فبراير مع إيرول فلين، الذي يوصف بأنه «رجل إيرلندي رائد في مسرح لندن».

## الإستقبال
أشادت صحيفة شيكاغو ديلي تريبيون «بالسرعة والتشويق الجديرين بالفيلم». أعجبت صحيفة لوس أنجلوس تايمز بأداء ويليام لكنها اعتقدت أن شخصيته «كانت ذكية للغاية.»
وقالت مجلة فيلمنك: «الفيلم يستحق المشاهدة في الغالب بسبب حداثة ظهور» فلين «الأمريكي لأول مرة ورؤية المسلسل الجاد في الكتب والتلفزيون بيري ماسون يتحول إلى بطل غريب الأطوار.»